# Ischnocampa celer
Ischnocampa celer är en fjärilsart som beskrevs av William Schaus 1892. Ischnocampa celer ingår i släktet Ischnocampa och familjen björnspinnare. Inga underarter finns listade i Catalogue of Life.